# Heraldisch kruis
De heraldiek is ontstaan als de beschrijving van de wapenschilden en herkenningstekens van de kruisridders en de bewapende ridders en deelnemers aan toernooien in de Middeleeuwen. De oorsprong in de kruistochten, waarbij veel ridders een kruis op hun schild of mantel plaatsten, verklaart waarom het kruis in de Europese heraldiek zoveel aandacht kreeg.
In de 11e eeuw was het kruis het symbool bij uitstek van het christendom geworden. De kruisridders die tegen de mohammedanen, heidenen of ketters vochten konden in het kruis op hun schild een symbool van hun religie zien. Op wapenschilden van Joden en op wapenschilden van niet-christenen zoals de Japanse keizer en de Indiase vorsten komen geen kruisen voor.
Een kruis kan een deel van een sprekend wapen zijn. Een familie Zwartkruis, Kruiskamp of De la Croix kan een kruis, als ware het een rebus, in het wapen plaatsen. Desondanks waren er vanaf de 12e eeuw ook veel andere afbeeldingen zoals geometrische patronen, herautstukken genaamd, en wapendieren waarbij vooral leeuw en adelaar veel voorkwamen, kruisen zijn altijd populair gebleven. Ook in de Faleristiek, de hulpwetenschap die de tekenen van de ridderorden beschrijft, komen de hier beschreven kruisen veel voor.
In de heraldiek is het kruis een oud symbool, ouder dan het christendom, dat in meer dan duizend soorten voorkomt, zoals:
- Andreaskruis
- Oud-Egyptisch kruis
- Grieks kruis
- Swastika
- Keltisch kruis
- Latijns kruis

Veel ridderorden voerden in hun standaard een kruis. Nog altijd hebben eretekens meestal de vorm van een (ridder)kruis. Een aantal landen voert het kruis in hun vlag, zoals Zwitserland en de Scandinavische landen. Het is tevens het symbool van vele westerse gezondheidsinstellingen en -organisaties, waaronder het Rode Kruis dat een kruis van Genève gebruikt.
De rijkdom aan vormen van de kruisen is gebaseerd op de noodzaak om een afwijkend wapenschild te maken. Had een andere familie al een zwart kruis op goud, dan koos een volgende ridder een zwart gegolfd kruis en de daaropvolgende een kruis "van het een in het ander". In principe behoort ieder wapenschild immers uniek te zijn en tegelijk zo eenvoudig mogelijk vormgegeven te worden in verband met de herkenbaarheid. Dat verklaart de vormen van de kruisen.
In de heraldiek worden vele honderden kruisen gebruikt. Ieder kruis kan immers als schuinkruis en verkort of lang (het hele veld bedekkend) worden afgebeeld. Dan kan de heraldicus de kruisen van een afwijkende voet of rand voorzien, verhogen of met kleuren en tinctuuren (metalen) verschillen aangeven. Ten slotte kan men binnen het kruis nog figuren plaatsen. Het kruis heet dan "beladen met figuren", zoals leeuwenkoppen of andreaskruisen, te zijn.

## De swastika of het hakenkruis in de heraldiek
In nazi-Duitsland werden onderscheidingen en wapenschilden veelvuldig met swastika's, het symbool van de NSDAP, versierd. In de Bondsrepubliek en de DDR werd daaraan een eind gemaakt.
In Finland zijn de hakenkruisen in de kleinoden van Finse onderscheidingen in slechts één geval verwijderd; de keten van de vaak aan Europese staatshoofden verleende Orde van de Witte Roos (Finland) werd in 1963 van de prominent afgebeelde hakenkruisen ontdaan. In de versierselen van de Orde van het Vrijheidskruis (Finland) en ook op de standaard van de Finse president wordt de swastika nog steeds afgebeeld.
In de familiewapens van de Nederlandse en Vlaamse families Dröge, de Koning, Sonnema, Ebbinge en van den Elzas komen swastika's voor. Na de Tweede Wereldoorlog heeft menigeen het hakenkruis in het familiewapen vervangen door een ander ornament.
De namen van de kruisen werden door Nederlandse schrijvers tot in de 19e eeuw meestal in het Frans gegeven. Er was geen overeenstemming over de Nederlandse namen. Johannes Rietstap en Joan Graafland waren gezaghebbende autoriteiten op het gebied van de heraldiek en zij hebben een algemeen aanvaard Nederlands begrippenapparaat voorgesteld dat nu algemeen is overgenomen.

## De twee oervormen van de heraldische kruisen

Het kruis van Sint-Joris is het basismodel van de meeste heraldische kruisen.
Het Andreaskruis of schuinkruis is het tweede archetype van de heraldische kruisen. Voorbeelden van Andreaskruisen vindt u onder op deze pagina.

## De vormen van het kruis van Sint-Joris in de heraldiek
Er is in de loop der eeuwen veel gevarieerd op deze eenvoudige vorm. In het overzicht staan de door Rietstap en Jhr. J.L.M. Graafland genoemde namen en vormen.

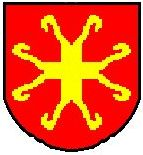
Vorkkruis
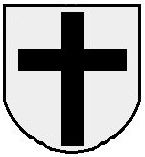
Latijns kruis of Passiekruis is het symbool van de Rooms-Katholieke Kerk. Het herinnert aan het offer van Jezus, de opstanding en de hoop op eeuwig leven.
Een doopkruis combineert het kruis van Andreas en het Latijnse kruis
Het Petruskruis of Sint-Pieterskruis is een omgekeerd Latijns kruis en verwijst naar de kruisdood (met het hoofd naar beneden) van Petrus. Wordt ook wel Nero's kruis genoemd.
Het potentiekruis of verkort krukkenkruis.
Verkort kruis, "crux immissa quadrata" of Kruis van Genève
Het herkruist kruis of Roemeens kruis komt vaak voor in Roemenië.
Een Kruis van de engelen of kruis van Oviedo is een Spaans symbool.
Verkort breedarmig kruis of Croix Pattée heeft concave armen en een recht uiteinde. Het is het symbool van de Duitse luchtmacht.
Trappen- of stoepenkruis
Het kruis van Canterbury is het symbool van de Anglicaanse en bisschoppelijke kerken.
Het Servisch kruis komt vaak voor in Servië.
Het exploderend kruis wordt verkeerdelijk een koptisch kruis genoemd. Het werd ontworpen door R. Koch rond 1900 en is afgeleid van de Ankh.
Het gnostisch kruis werd gebruikt door de eerste gnostische christenen in Egypte.
Een kruis dat de Ankh en het christelijk symbool verenigt werd door de gnostici in Egypte gebruikt.
Het wijnstokkruis, of kruis van de heilige Nino, komt voor in Georgië.
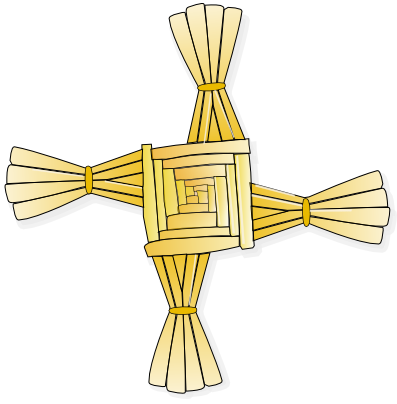
Sint-Brigidda vouwde dit kruis om de kelten en Angelsaksen te bekeren.
Spitskruis
Smal kruis
Ruitarmig kruis
Het pijlkruis was in de Tweede Wereldoorlog het symbool van de Hongaarse fascisten.
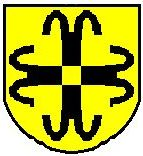
Molenankerkruis
Het Leliekruis (fleur-de-lys) of patoncekruis was het symbool van de Heilige Inquisitie. Het verwijst ook naar de Heilige Drie-eenheid.
Lazarus- of knekelkruis bestaande uit witte doodsbeenderen is het insigne van de Orde van Sint-Mauritius en Sint-Lazarus.
Het Latijns kruis dat soms door de pausen wordt gebruikt.
Aquitaans kruis gebaseerd op het wapenschild van de graven van Toulouse.
Kruis van Toulouse.
Het Klaverkruis ("croix trèflée") of ballenkruis. De drie cirkels op het einde van elke balk verwijzen naar de Heilige Drievuldigheid.
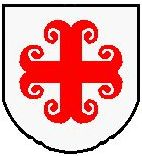
Huisankerkruis of dubbelgebogen kruis
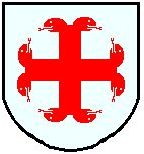
Een dubbel slangenkruis, uiteraard kan men ook andere koppen van dieren in het wapen opnemen. Adelaars komen veel voor in de Italiaanse heraldiek en dan is het een adelaarskruis.
Het calvariekruis wordt ook wel met een om het kruis gevlochten doornenkroon afgebeeld. De drie treden verwijzen naar de heuvel Golgotha (Calvarië) maar symboliseren ook hoop, geloof en liefde.
Breedvoetig kruis
Breedvoetig kruis met afgevlakte voeten
Breedarmig kruis
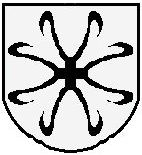
Breed vorkkruis
Bolkruis
Kruis in het wapen van Sevgein in Zwitserland
Ankerkruis of Muurkruis herinnert aan Clemens, bisschop van Rome. Hij werd, gebonden aan een anker, in zee geworpen. Symbool voor de christelijke hoop.
Hakenkruis met verkorte haken of "Wolfskruis". Ook "Croix cramponée" of weerhakenkruis genoemd.
Vierkant doorboord kruis
Verkort krukken- of Oostenrijks kruis. Symbool van de Republiek Oostenrijk.
Verkort Kruis pattée of Kozakkenkruis
Verkort Kruis pattée met achthoekig medaillon
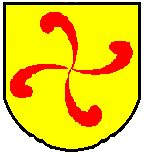
Verkort knotskruis
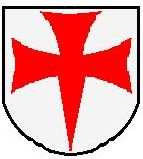
Dit verkort breedarmig kruis met scherpe voet heet het symbool van de "goddelijke liefde" te zijn.
Verkort breedarmig gebogen kruis
Traliekruis
Tinnenkruis. De "tinnen" zijn uiteraard kantelen.
Schuin gedeeld kruis
Schubbenkruis
Bij het originele Keltisch kruis zijn beide armen even lang. Het is van oorsprong een heidens zonnewiel. Wordt nu vaak door nationalistische of racistische groeperingen als symbool gebruikt.
Ruitvormig doorboord kruis
Rond doorboord kruis
Het Regelmatig tinnenkruis is een symbool van de strijdende kerk uit de tijd van de ridders en kastelen. De "tinnen" staan voor de kantelen.
Regelmatig knoestig kruis
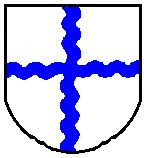
Regelmatig golvend kruis
Onregelmatig knoestig kruis
Medaillonkruis
Maria-Theresiakruis. Dit kruis is het kleinood van de Maria-Theresiaorde.
Het Mannerheimkruis werd in 1919 ontworpen en is nog steeds een nationaal symbool van Finland. Afgeleid van de Oud-Scandinavische Fylfot.
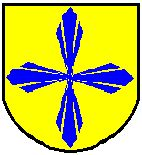
Kruis van twaalf verkorte stralen
Kruis van negen ruiten
Kruis met verbreed hart, ook wel kwadraatskruis of vierkantskruis genoemd. Het herinnert aan de vier evangelisten die uitweken naar de vier (uit)hoeken van de Aarde.
Kruis met uitgebroken hart
Kruis met rond hart
Kruis met acht punten
Knoopkruis
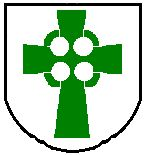
Dit is de Christelijke versie van het Keltisch kruis, het zgn. Hoog Kruis (High Cross) of Iers kruis. De kruispaal is hier langer dan de dwarspaal.
Nog een typisch Iers "gevlochten" kruis.
Horizontaal gedeeld kruis
Grootuitgeschulpt kruis
Gevlochten traliekruis
Gevlochten kruis
Getand kruis
Geschakeld kruis
Gerepareerd kruis
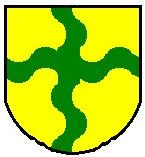
Gegolfd kruis
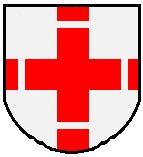
Gebroken kruis
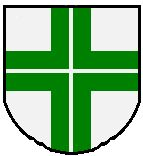
Gammadium
In het wapen van Kadenbach is een Latijns kruis op een breedarmig kruis gelegd.
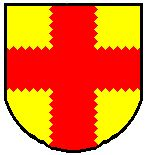
Fijngetand kruis
Verheven kruis
Facettenkruis
Dradenkruis
Contourenkruis of geledigd kruis herinnert aan de verrijzenis van Christus op het kruis en zijn overwinning over zonde, dood en duivel.
Bogenkruis
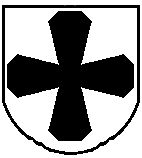
Dit afgeschuind of IJslands kruis is het kleinood van de IJslandse Orde van de Valk.
Kruis met breed uitwaaierende voet.
Wassenaarskruis of "Croix à croissants".
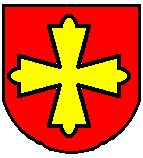
Verkort spitsvoetig kruis
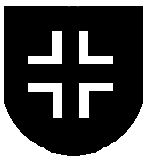
Het Geledigd kruis (korte versie) herinnert aan de verrijzenis van Christus uit de dood.
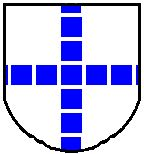
Verbrokkeld kruis of "Croix tronconnée"
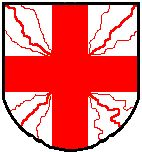
Stralenkruis of Kruis rayonnante
Sterrekruis
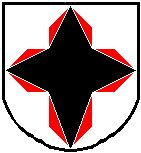
Spitskruis met omgeslagen rand
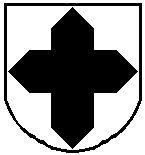
spitskruis
Smal linksgerend kruis
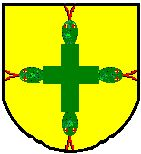
Slangenkruis of "Croix Guivrée".
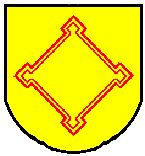
Ruitvormig kruis in de vorm van een vesting met vier bolwerken. Het kruis komt voor als onderscheiding.
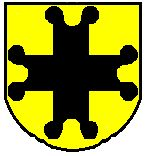
Molenijzerkruis met ronde rand
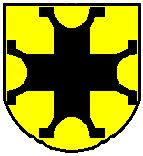
Molenaarskruis met krukken
Maliekruis
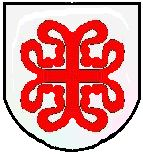
Het "M" of Mariakruis is een vereenvoudigd kruis van Alcantara.
Lateranenruis
Kruis van vair of "Croix vairée"
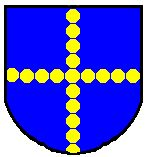
Kruis van penningen
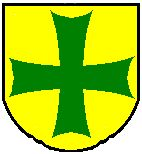
Kruis pattée met rechte armen en holle rand
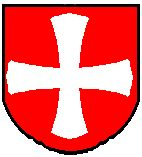
Kruis pattée met rechte armen en bolle rand
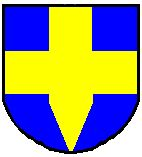
Kruis met gescherpte voet
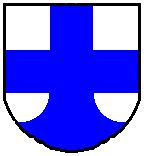
Kruis met breeduitlopende voet
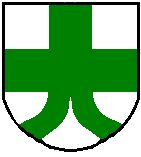
Kruis met brede gevorkte voet
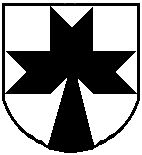
Kroatisch kruis
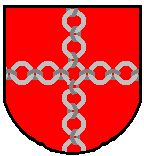
Kettingkruis
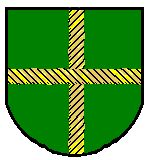
Kabelkruis
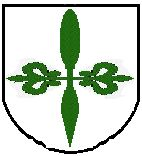
Jacobuskruis volgens Jhr. Graafland.
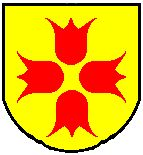
In vieren gebroken hazelnootkruis.
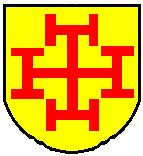
Herkrukt krukkenkruis.
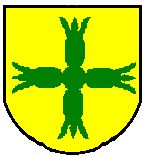
Hazelnootkruis
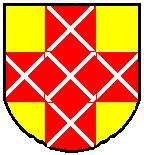
Getralied kruis of Croix frettée
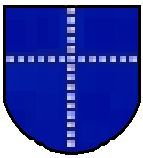
In de Braziliaanse heraldiek werd het sterrenbeeld Zuiderkruis ooit op deze wijze afgebeeld. Het kruis komt in deze vorm voor in de gelijknamige Orde.
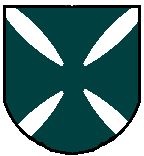
Gescheiden kruis of Croix nillée
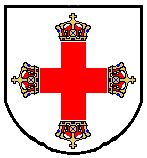
Gekroond kruis
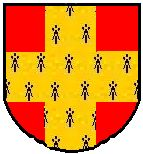
Gehermelijnd kruis van goudvair
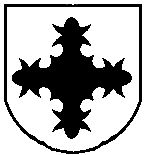
Dominicuskruis of Croix Dominique
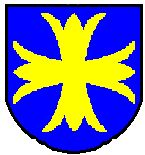
Breedarmig Kruis fleurie
Breed vorkkruis niet doorboord
Breed uitlopend vorkkruis
Breed molenaarkruis
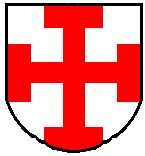
Breed krukkenkruis
Breed krukkenkruis met holle krukken
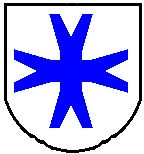
vorkkruis
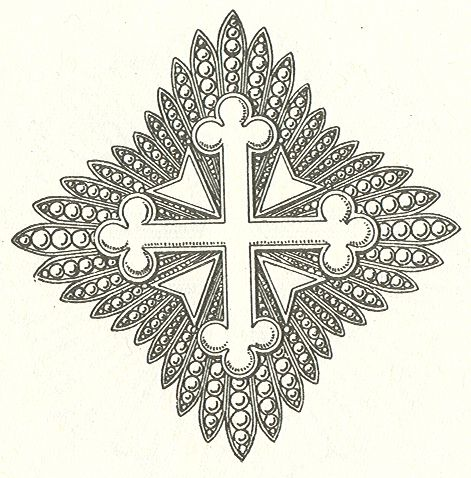
Het uit doodsbeenderen samengestelde lazaruskruis op een plaque van de Orde van Sint-Mauritius en Sint-Lazarus
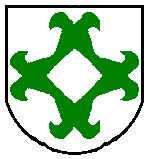
Een verlengd ankerkruis doorboord met een ruit
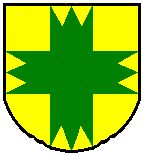
Een twaalfpuntig kruis
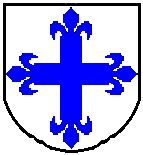
Een Leliekruis
Verheven kruis
Van 16 stukken gegeerd kruis
Uitgebroken kruis
Met ruiten belegd kruis
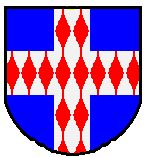
Met ruiten belegd kruis
Ruitarmig kruis
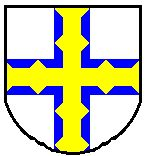
Een met een ruitarmig kruis belegd kruis
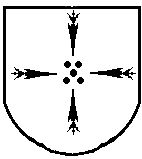
Een "hermelijnkruis" is een heraldische bijzonderheid. Het heraldische symbool waarmee de vacht van een hermelijn wordt aangeduid is als een kruis op een schild geplaatst.
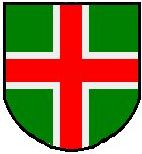
Gezoomd kruis
Gevierendeeld kruis
Getralied kruis
Geschakeerd of tegengeblokt kruis
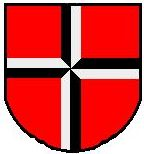
Gegeerd kruis
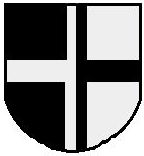
Gedeeld kruis
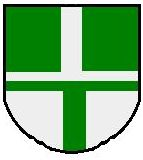
Doorsneden kruis
Binnengezoomd kruis
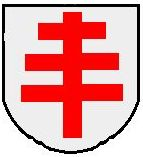
Het Pauselijk Kruis is een driearmig kruis.
Dubbelkruis
Het Hongaarse kruis staat op een heuvel en heeft een kroon rond de voet.
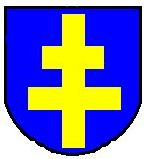
Het kruis van Lotharingen, gelijkaardig aan het Patriarchaal Kruis, werd het symbool van Charles de Gaulle's "Vrije Fransen" in de Tweede Wereldoorlog en de Franse "Orde van de Bevrijding".
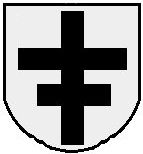
Een patriarchaal kruis
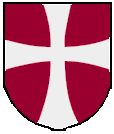
Kruis van Mantua

Men kan ook een schild met het kruis van een ridderorde beladen. Dit ziet men vooral bij de oude kruisvaardersorden en de adelsorden.

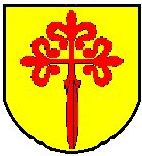
Het Sint-Jacobskruis of Kruis van de Orde van Sint-Jacob van het Zwaard (Spanje) of Sant'Iago wordt ook wel het Dolkkruis of Spatakruis genoemd.
Het kruis van de Constantinische Orde is beladen met een labarum.
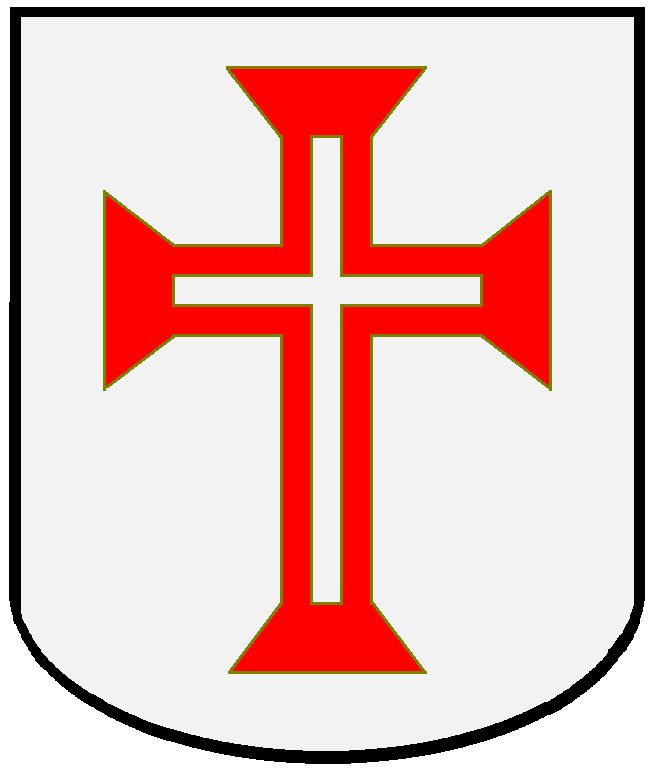
Kruis van de Orde van Christus
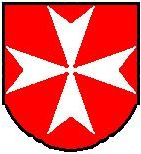
Het Maltezer Kruis is het kruis van de Souvereine Militaire Hospitaal Orde van Sint Jan van Jeruzalem, van Rhodos en van Malta en wordt ook het Johannieterkruis genoemd.
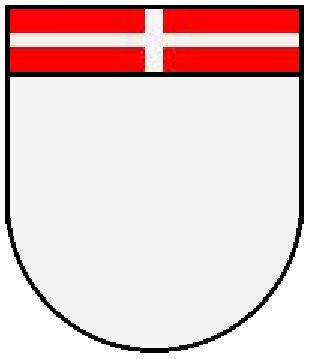
De vlag van de Orde van Malta als "Schildhoofd van religie" in het wapen van een (Ere)-Baljuw.
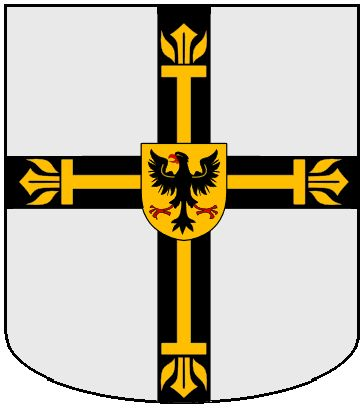
De "Deutsch und Herrenmeister", Grootmeester van de Duitse Orde draagt dit kruis in zijn schild.
Het kruis van de Toscaanse Heilige en Militaire Orde van Sint-Stefanus Paus en Martelaar.
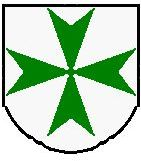
Kruis van de Orde van Sint-Lazarus
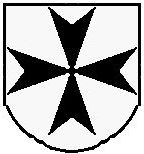
Kruis van de Duitse Ridders in Lijfland
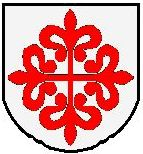
Kruis van Calatrava
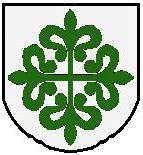
Kruis van Alcantara
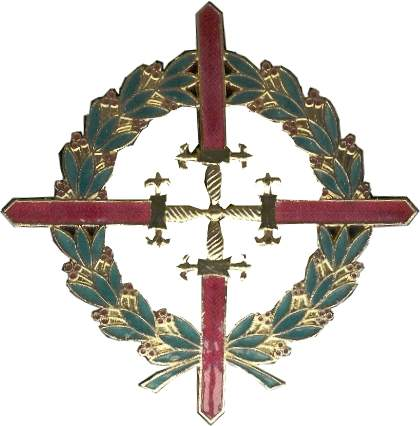
Het kruis van de Heilige Ferdinand en de Orde van de Heilige Ferdinand bestaat uit vier zwaarden.

Men kan ook een andere figuur met een kruis beladen of een kruis laten vasthouden zoals in de volgende wapens.

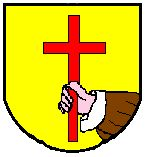
Kruis in het wapen van de Ierse familie O'Donnel
In het wapen van Klosters draagt een stier een Latijns kruis
De Heilige-Mauritius draagt een vaandel met een kruis.
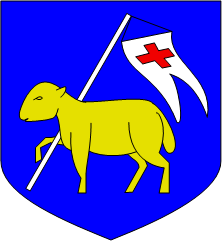
Ook het " lam Gods" wordt met een vaandel met een kruis afgebeeld.
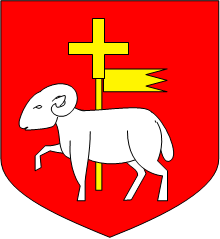
de "ram gods"? in het wapen van Bélier
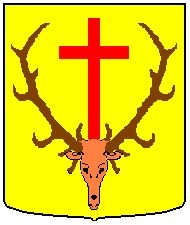
Sint Hubertus zag, volgens de legende, een hert met een kruis in het gewei. Het hert wordt ook met een crucifix afgebeeld.

In de heraldiek van Litouwen en het lange tijd daarmee verbonden Polen komen kruisen ("croce") voor die typisch zijn voor de heraldiek in die streken. Voor deze kruisen bestaan geen gangbare Nederlandse namen.

Een kruis rozdarty
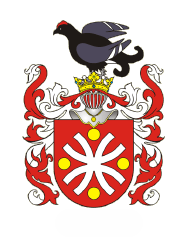
Een kruis rozdarty met gouden penningen
Een kruis półtorakrzyż
Een kruis półtrzeciakrzyż

## Kruizen van de orthodoxe christenen
De orthodoxe en geünieerde kerken gebruiken vooral kruisen met meerdere armen waarvan soms één arm scheefstaat. Ook het Grieks kruis wordt veel door hen gebruikt. Het patriarchaal kruis met zijn twee armen is ook in het oosten een veelgezien kruisteken.

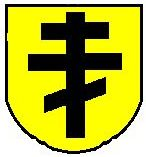
Russisch (patriarchaal) kruis
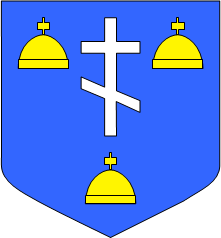
"Azuur een russisch kruis met drie Russische keizerskronen". In het wapen van Jesidan komt een eenvoudiger Russisch kruis voor.

## Het Andreas- of schuinkruis in de heraldiek
Ieder kruis kan ook gekanteld worden en als schuinkruis op het schild worden gelegd. Hieronder ziet u enkele veel voorkomende schuinkruisen. Op de vaandels van de Bourgondische hertogen stonden rode, schuine, dubbel gekanteelde knoestige kruisen. Hun emblemen vertoonden schuinkruisen van andere takken die soms gecombineerd werden met een vuurslag.

Schuinkruis met schubben
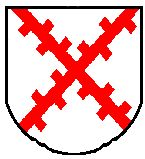
Schuin dubbel gekanteeld of knoestig kruis
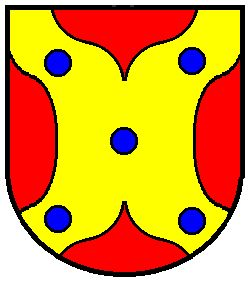
Met koeken beladen schuin golfkruis
Knoestenkruis in natuurlijke kleuren
Embleem van de Bourgondische hertogen
Embleem van de Bourgondische hertogen zoals afgebeeld in de Grote Kerk in Den Haag
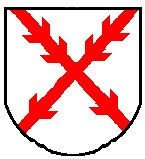
Bourgondisch of takkenkruis
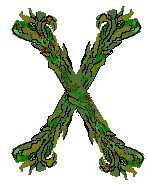
Bourgondisch kruis van lauriertakken. Waarschijnlijk is dit Bourgondisch of takkenkruis het kruis dat de oprichters van de Militaire Willems-Orde voor ogen hadden[4].
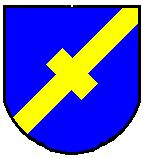
Andreaskruis met ingekorte linkerbalk
Het labarum dat Constantijn de Grote in een droom zou zijn verschenen combineert de Griekse initialen Chi en Rho van Jezus Christus: het Christusmonogram met het zonnerad. In het Frans heet dit een "chrisme".

### Kruis van de Heilige Geest
Deze variant van het patriarchale kruis wordt soms met een duif, een symbool van de Heilige Geest, gecombineerd.

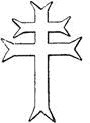
De basisvorm van een kruis van de Heilige Geest
Het wapen van Holzgünz
Het wapen van Westerheim

## Niet christelijke kruisen in de heraldiek
Een eenvoudig herkenbaar wiskundige constructie als een kruis is buiten en ook vóór het christendom al veelvuldig gebruikt. Daarnaast kan men van twee langgerekte of vier of vijf rechthoekige objecten altijd wel een kruis construeren. Kruizen van gereedschap of zelfs vissenstaarten kregen een plaats op de wapenschilden maar zij zijn niet direct met het christendom in verband te brengen. Het hakenkruis is een boeddhistisch of hindoeïstisch symbool en komt, net als het runenkruis, ook in de oude Germaanse runen voor. Het hakenkruis heet in de heraldiek ook wel een "Croix Gammé".

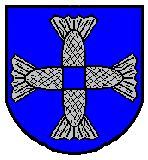
Ook vier staarten van vissen kunnen een kruis vormen zoals in het wapen van het Bisdom Simo.
Antonius- of Tau-kruis
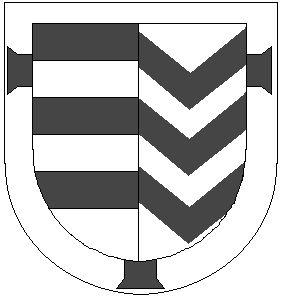
Het wapen van Philippus Vaecx heeft een Tau-kruis op de schildzoom.
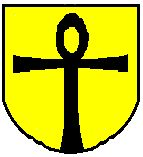
Een Ankh, Hengselkruis of Koptisch Kruis is een oud Egyptisch symbool voor leven. Wordt door Egyptische Christenen gebruikt.
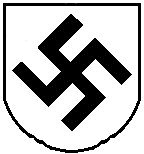
Een hakenkruis of swastika, dit symbool komt ook in Nederlandse familiewapens voor.
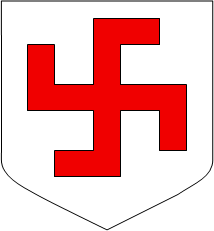
Een verkort hakenkruis met verkorte armen, ook mannerheimkruis genoemd. Is gebaseerd op de Oud-Scandinavische Fylfot.
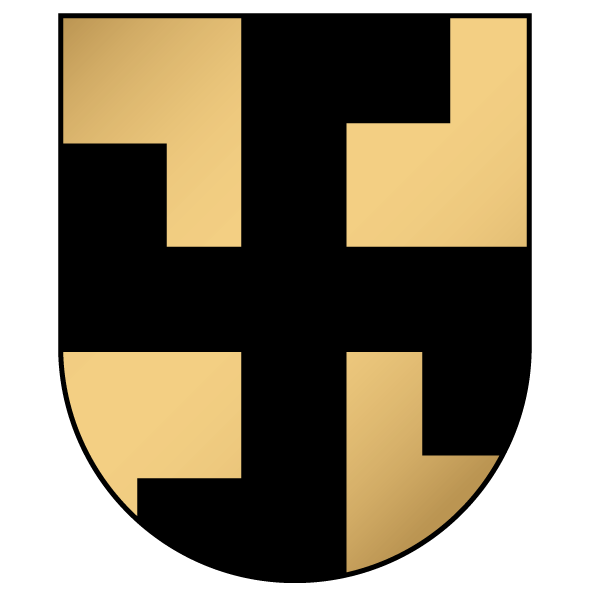
Een hakenkruis met verkorte armen, ook wel Fylfot genoemd.
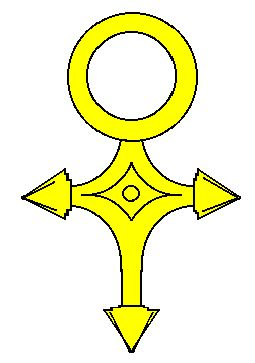
Dit Arabisch ogende dadelkruis of kruis van Agadès stelde het zuiderkruis voor en was het symbool van de Franse Orde van Verdienste voor de Sahara.
Het zonnekruis is een zeer oud heidens zonnewiel en kwam bij nagenoeg alle Indo-Europese volkeren voort. Het vormt de basis van het Keltisch Kruis.